# Música taoista
El terme  música taoista  fa referència a aquella que té gran importància en la en les cerimònies taoistes. Aquesta rellevància queda demostrada observant com les creences principals es reflecteixen a través dels elements de la música, com ara l'harmonia, la instrumentació i el ritme.
L'expressió de les creences espirituals a través de la música permet als seguidors del taoisme millorar el seu camí a la comprensió.

## Música a les cerimònies
Les recitacions del matí i de la tarda són activitats religioses diàries en els temples taoistes. Aquesta tradició de la recitació, llegendàriament originada durant els Djurtxet (1115-1234) quan Wang Chongyang, el patriarca de la Tradició de la Perfecció Completa, va fundar el sistema del temple taoista, té una història d'uns 800 anys. A l'hora de Trencar la quietud, a les 5 del matí, tots els dies, els habitants taoistes del Temple s'aixequen i netegen el pati i les sales. Després de rentar-se i esmorzar, es congreguen al Saló i reciten les escriptures matinals a l'altar. Al vespre, després de sopar, en sentir la primera trucada de tambor per anar a l'altar, es vesteixen de nou formalment i es congreguen al Saló per recitar les escriptures. Això passa tots els dies de l'any. La música és tocada durant la recitació matinal.
| Nom                                                                           | Anotacions |
| ----------------------------------------------------------------------------- | --- |
| La Melodia Pura i Clara                                                       | És executada per acompanyar la recitació de les escriptures matí i tarda. El seu propòsit és purificar la ment en la preparació per al cultiu. S'executa sovint en els rituals taoistes. |
| La Melodia de l'Oda Major                                                     | Les escriptures de les odes a les deïtats celestials normalment es reciten per cantar les lloances per a aquestes deïtats Taoista com ara els Cinc Patriarques i els Set Perfectes. En aquest moment, els Taoista canten la Melodia de l'Oda Major per expressar el seu respecte cap als Immortals. |
| El Vol de la Grua blanca                                                      | Tots els taoistes que arriben al regne de la Immortalitat ascendeixen al Cel en una grua. Aquesta peça de música expressa la transcendència de la llibertat taoista. |
| La Darrera Melodia Suprema (Melodies Ortodoxes de la Perfecció Completa)      | L'Últim Suprem és el símbol del taoisme; aquesta melodia expressa la suprema sinceritat cap a la creença més alta dins del taoisme i la profunda contemplació del tao. |
| La Melodia de l'Infern Fosc                                                   | Tots tenim algun avantpassat mort vivint en l'anomenat Regne Fosc. Aquesta melodia, cantada en els Rituals de Salvació, ara als esperits perfeccionats per ajudar a l'ànima en la foscor per transcendir el submón i entrar a la Terra dels Savis o reneixi amb noves qualitats. |
| La cançó de l'Alegria entre les Núvols                                        | Expressa l'alegria a la serenitat i la llibertat dels Immortals a la cort celestial. |
| La Melodia del Senyor Celestial (Melodies Ortodoxes de la Completa Perfecció) | "Senyor Celestial" és el nom respectuós per als Immortals. Aquesta peça de música expressa el respecte cap a totes les altes deïtats del taoisme. |
| L'Alegria dels Immortals                                                      | Com melodia recitada en els rituals pròspers, aquesta melodia diu per disminuir els desastres i desitja la bona sort i l'alegria d'Immortals a les persones. |
| Les Cinc Ofrenes                                                              | Aquest peça de música descriu l'ofrena d'encens i les activitats d'adoració a les deïtats, utilitzat sovint pels creients taoistes de Hong Kong. La melodia de les Cinc Ofrenes, executada repetidament, és molt fluida i bonica. Amb les riques característiques de la música cantonesa, els creients fan la salutació amb sincera pietat. Una majestuosa imatge dels tambors i els fidels pregant en aquestes activitats amb cançons.                              |
| La Cançó del Penediment                                                       | L'home que viu al món inevitablement comet errors. El Llibre taoista de la Pau Suprema diu, "El Tao Celestial no té afinitat i ve a qualsevol que sigui virtuós." Com que és inevitable per a l'home cometre errors, és important per a l'home reconèixer el seu error i corregir-los. Només quan els homes es tracten entre si amb la virtut, realitzaran la gran harmonia. Aquesta peça de música també s'executa sovint en tots els temples Taoista de Hong Kong. |
| Oda de la Plataforma de Jade                                                  | La Plataforma de Jade, com un terme d'alquímia interna, es refereix la sinceritat i la concentració requerides per conrear la naturalesa espiritual amb la ment i aconseguir la fruita espiritual perfecta. Aquest peça de música descriu la pietat dels practicants Taoista. |
| Oda del Desig de la Longevitat                                                | Aquesta és una peça de música executada sovint en els rituals pròspers en els temples Taoista en Hong Kong. Un dels objectius principals del Taoisme és aconseguir la longevitat i la immortalitat i gaudir la glòria il limitada. Aquest peça de música és alhora una oda a les deïtats i una expressió dels millors desitjos per a la gent comú. |